# Heinrich-Roth-Platz 1 (Dillingen an der Donau)

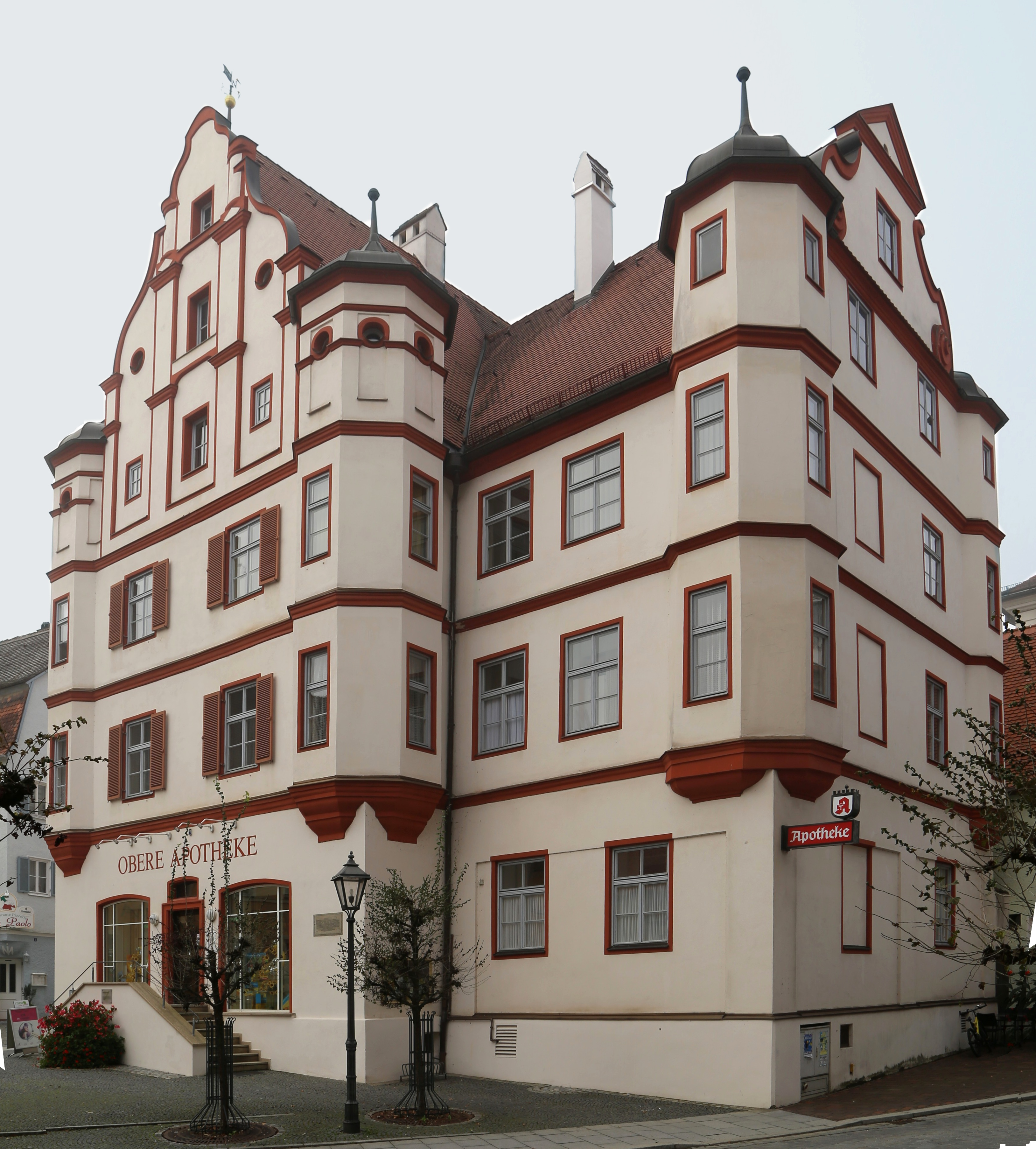
Wohnhaus und Apotheke am Heinrich-Roth-Platz 1 in Dillingen an der Donau

Das Gebäude Heinrich-Roth-Platz 1 in Dillingen an der Donau, der Kreisstadt des Landkreises Dillingen an der Donau im Regierungsbezirk Schwaben in Bayern, wurde 1612 von Hans Alberthal errichtet. Das bürgerliche Wohnhaus in zentraler Lage ist ein geschütztes Baudenkmal.
Das dreigeschossige Giebelhaus, erbaut für Dr. Leonhard Roth, kaiserlicher und fürstlich-augsburgischer Rat, wurde an der Stelle von fünf abgerissenen Häusern errichtet. Im Jahr 1661 kam es in den Besitz von Freiherr von Freyberg, 1713 an den Freiherrn vom Stein und danach an den Freiherrn von Bernhausen.  Seit 1762 befand sich im Gebäude die bischöfliche Hofapotheke, die seit dem 19. Jahrhundert als Obere Apotheke geführt wird.
Das Haus mit lisenengegliedertem Schweifgiebel, polygonalen Eckerkern und horizontaler Gliederung durch Profilgesimse hat westlich anschließend einen zweigeschossigen Anbau mit Stufengiebel. Der dreigeschossige Anbau nach Norden mit Ziergiebel wurde 1686 errichtet. Das Treppenhaus in der Nordwestecke hat je zwei gerade Läufe und ein Podest in jedem Geschoss. Die großen Kellerräume unter dem Hauptgebäude haben drei Tonnengewölbe.